# Bathythrix lamina
Bathythrix lamina ist eine Schlupfwespe aus der Unterfamilie der Phygadeuontinae. Die Art wurde im Jahr 1884 von dem schwedischen Entomologen Carl Gustaf Thomson als  Leptocryptus lamina erstmals beschrieben.

## Merkmale
Die Schlupfwespen sind 3–7 mm lang. Sawoniewicz (1980) gibt eine Beschreibung der Art anhand morphologischer Merkmale. Die Fühler weisen 24–31 Glieder auf. Bei den Männchen befinden sich auf den Glieder 12–15 Tyloide (drüsige Sensillenfelder). Der Legebohrer der Weibchen hat die 0,5–0,7-fache Länge der Hintertibien. Die Grundfarbe der Schlupfwespen ist schwarz. Gelbrot gefärbt sind: Die Unterseite der Fühler, die hinteren Ecken des Pronotums, die Tegulae, die Beine, der Postpetiolus am hinteren Ende sowie ein apikales Band an den Tergiten II–IV (apikales Band ist in der Mitte breiter als an den Seiten). Manchmal sind die Tergite vollständig gelbrot gefärbt. Die vorderen und mittleren Coxae und Trochanteren sind etwas blasser, bei den Männchen weißlich. Mehr oder weniger braunrot gefärbt sind: Die hinteren Trochanteren seitlich, die hinteren Tibien, die hinteren Tarsen, die Mandibeln in der Mitte. Der Scapus der Männchen ist weißlich gefärbt.

## Verbreitung
Bathythrix lamina ist in Europa weit verbreitet. Nach Osten reicht das Vorkommen bis in den europäischen Teil Russlands sowie über Kleinasien bis in den Nahen Osten.

## Lebensweise
Die adulten Schlupfwespen beobachtet man gewöhnlich von Mai bis Oktober. Bathythrix lamina ist ein Hyperparasit von Kokons der Schlupfwespen-Unterfamilie Campopleginae sowie von Brackwespen. So erscheinen die Schlupfwespen von Bathythrix lamina u. a. aus Kokons von Brackwespen der Art Meteorus versicolor, die zuvor Raupen des Goldafters (Euproctis chrysorrhoea) parasitierten. Weitere bekannte Wirtsbeziehungen aufgrund von Zuchten sind: Kleiner Fuchs (Aglais urticae) ex Apanteles, Heidemoor-Rindeneule (Acronicta menyanthidis) ex Apanteles und Rogas indianensis, Pflaumen-Gespinstmotte (Yponomeuta padella) ex Diadegma armillatum. Die Überwinterung findet im Wirtskokon statt.

## Bilder

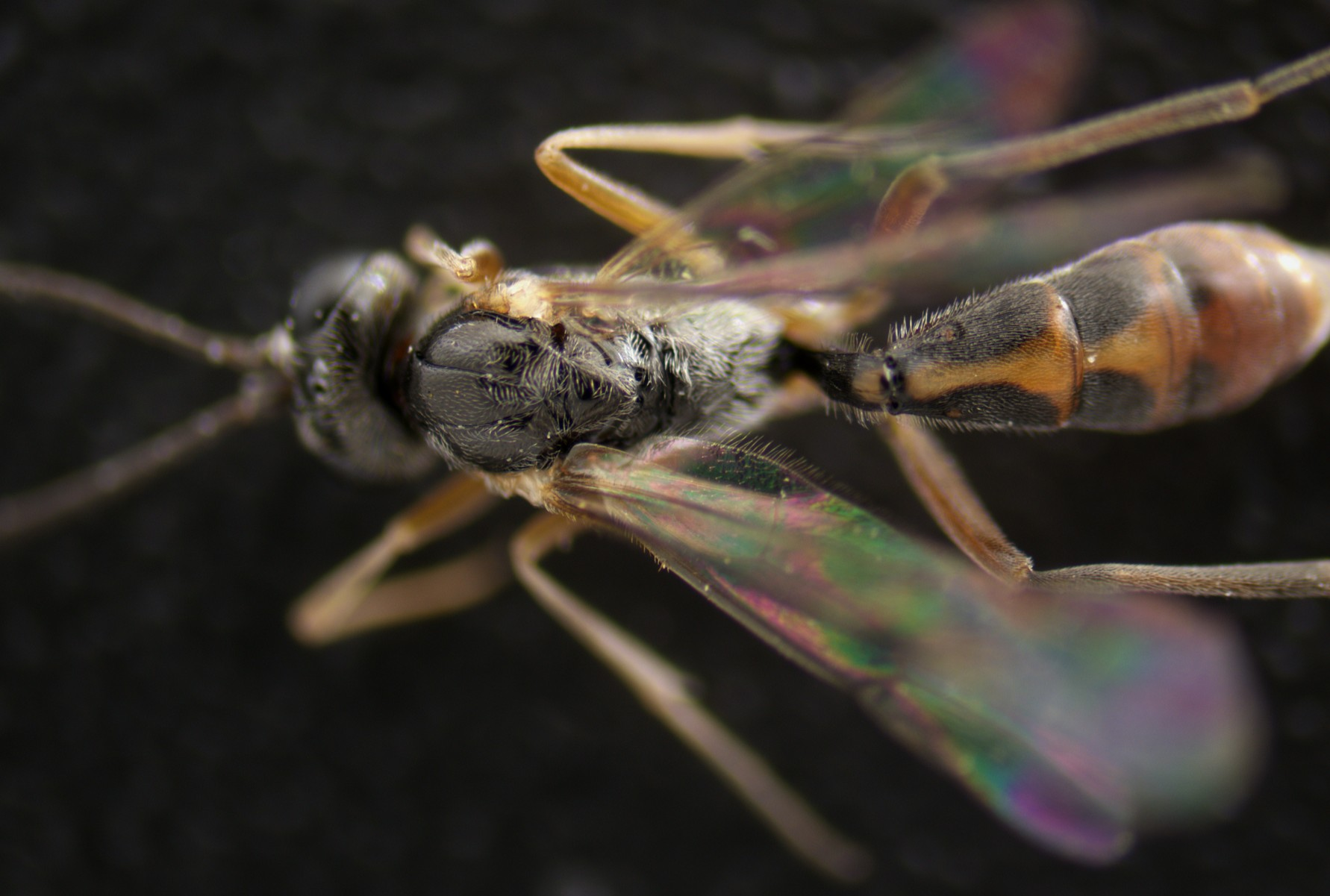
♀ – Dorsale Detailansicht
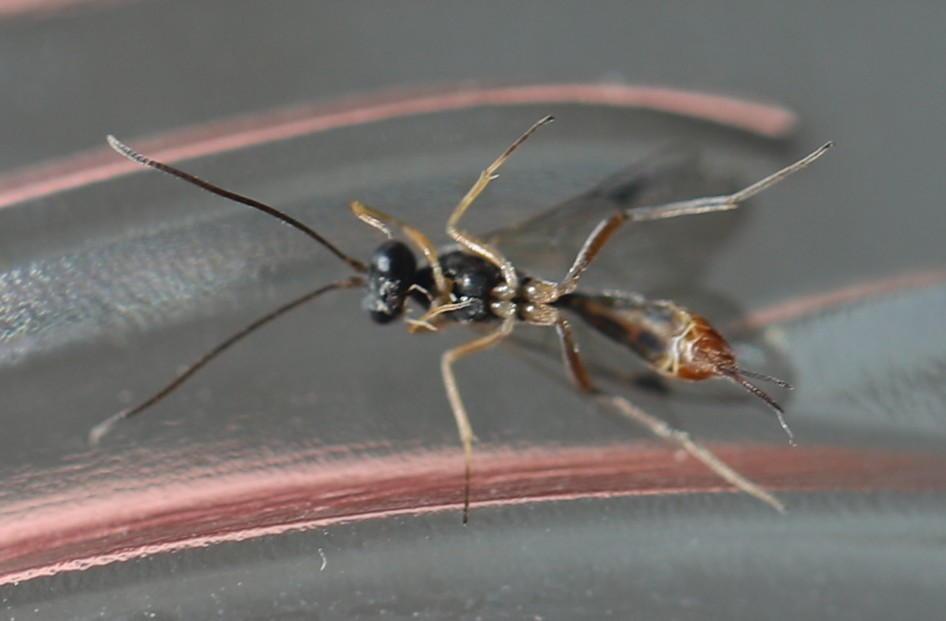
♀ – Ventralansicht
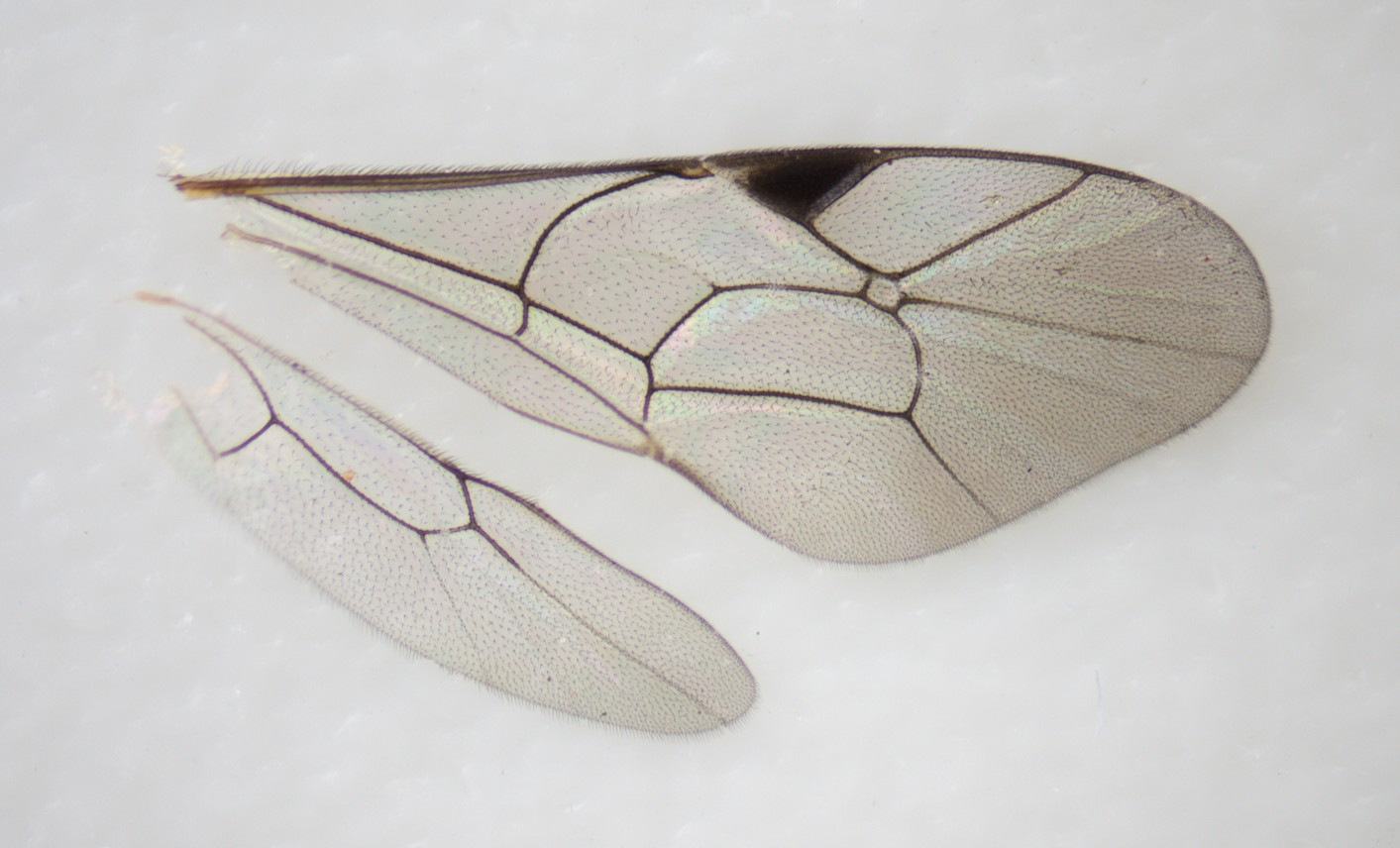
Flügel
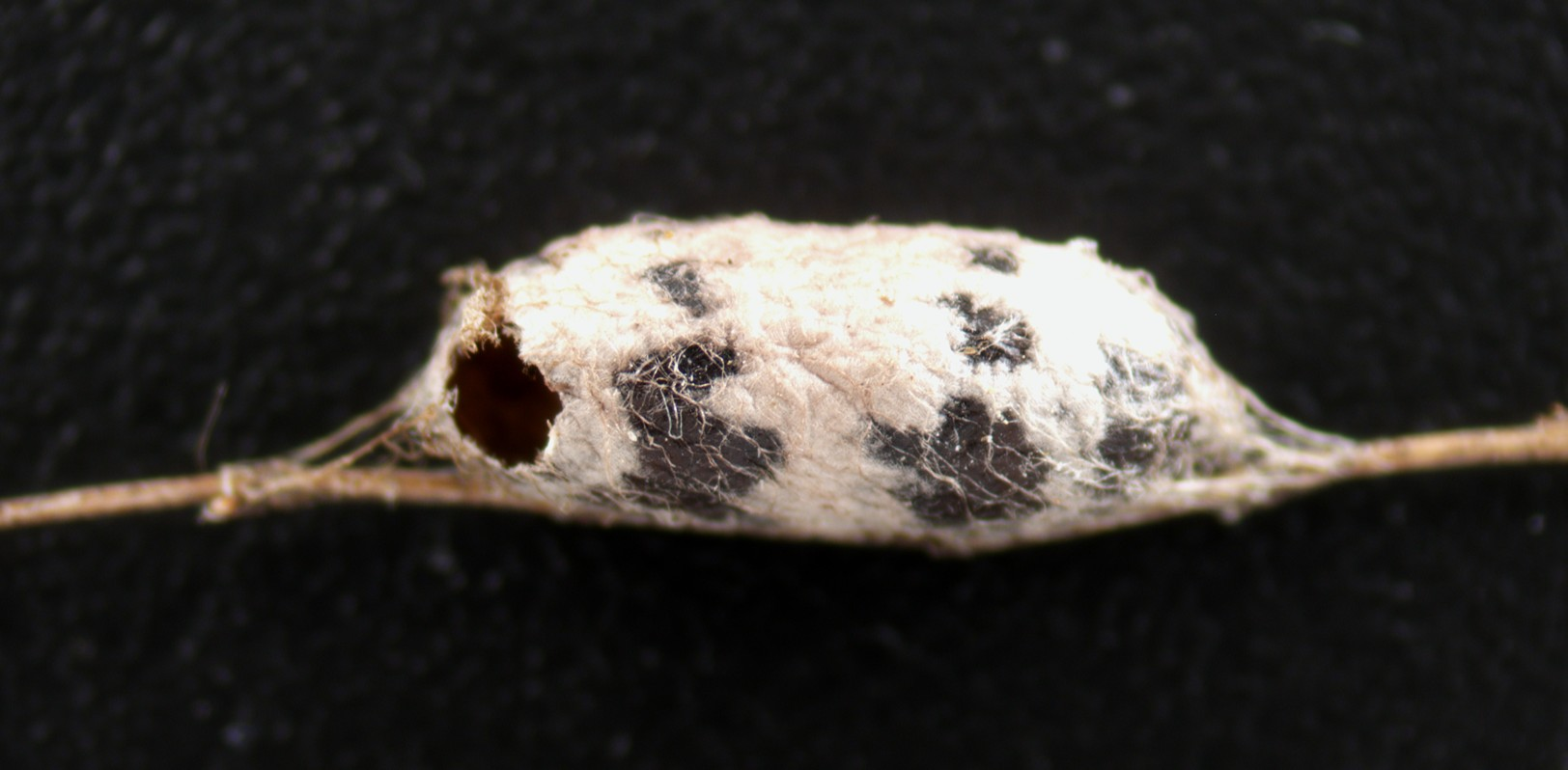
Von Bathythrix lamina parasitierter Campopleginae-Kokon